# Vasa Idrottsföreningen Kamraterna
El Vasa Idrottsföreningen Kamraterna és un club de futbol finlandès de la ciutat de Vaasa.

## Història
El club va ser fundat l'any 1900. Va canviar de nom el 1988 després de fusionar-se amb un club anomenat BK-48, anomenant-se BK-IFK durant els anys 90. El nom retornà a l'original VIFK l'any 2000.

## Palmarès
- Lliga finlandesa de futbol (3):
  - 1944, 1946, 1953